# Eurolanche
Fanklub Eurolanche je prvním evropským fanklubem týmu National Hockey league (NHL) Colorado Avalanche. Podle oficiální webové stránky soutěže NHL.com je největší fanklub Colorada Avalanche na světě. Začátkem roku 2018 bylo ve fanklubu registrovaných 824 členů ze 43 zemí světa a z 6 kontinentů. Několik stovek členů pochází z České republiky, především díky popularity bývalého hokejisty Colorada Milana Hejduka. Zakladatelem a předsedou fanklubu je novinář David Púchovský.

## Aktivity fanklubu
Fanklub Eurolanche vznikl 12. srpna 2007. Za víc než deset let své existence zorganizoval vícero akcí pro své členy. Nejznámější je projekt Eurolanche Invasion – cesta evropských fanoušků na zápasy NHL do USA. Fanklub doposud zorganizoval devět takovýchto výletů za účasti 54 členů, kteří měli v celkovém součtu možnost vidět 56 zápasů Colorada Avalanche. Čtyři z nich odehrálo Colorado na ledě soupeřů.
Fanklub pravidelně organizuje setkání svých členů, doposud hlavně na Slovensku a v České republice. Mezi další události patří i osobní setkání se současnými nebo bývalými hráči Colorada Avalanche. Nejvíce těchto setkání absolvují fanoušci přímo během Eurolanche Invasion. V Evropě se mohli setkat s Milanem Hejdukem, Janem Hejdou a Davidem Kočím v Praze, Uwe Kruppem a Stevenem Reinprechtem v Německu, Davidem Aebischerem ve Švýcarsku a Peterem Budajem a Paulem Stastnym na Slovensku.
Eurolanche oslavil v roce 2017 deset let od svého založení. Pří této příležitosti byla publikována víc než 200 stránková kniha o fanklubu v slovenském a anglickém jazyce v limitovaném nákladu 300 kusů. Ke konci roku 2017 byl téměř celý náklad vyprodaný. Svou kopii dostal přímo od členů fanklubu generální manažer a bývalý hráč Avalanche Joe Sakic během dvojzápasu Avs ve Švédsku proti Ottawě Senators, čehož se Eurolanche zúčastnil.

## Členství
Členství ve fanklubu je bezplatné pro všechny fanoušky Colorada Avalanche bez ohledu na to, kde žijí. Do hlavních aktivit fanklubu se mohou zapojit pouze fanoušci žijící v Evropě. Ten fanoušek, který se jednou za dva roky zúčastní alespoň jedné akce fanklubu, bude zařazen do skupiny Yeti Ultras pro aktivní členy, kteří mají větší výhody.

## Napsali o Eurolanche
O fanklubu Eurolanche informovalo vícero světových, evropských a českých médií. Fanklub se často dostal do médií také jako zdroj informací, které získává i díky publikování vlastních, exkluzivních rozhovorů s hráči Colorada Avalanche.
Z českých médií o činnosti Eurolanche informovali největší evropský časopis o NHL ProHockey, regionální týdeník Sedmička, webová stránka Televize Nova a další online média.
Eurolanche se dostal i na obrazovky amerických televizních stanicí NBC Sports, Altitude TV, Fox 31 a CBS Denver. O fanklubu napsal článek i renomovaný časopis The Hockey News.